# Adenilato cinase
Adenilato cinase ou adenilato quinase (número EC 2.7.4.3) (também conhecida como ADK, do inglês adenylate kinase, miocinase ou mioquinase) é uma enzima fosfotransferase que catalisa a interconversão de nucleotídeos adenina, e desempenha um papel importante na homeostase de energia celular.

## Substrato e produtos
A reação catalisada é:
2 ADP ⇔ ATP + AMP
A constante de quilíbrio varia com as condições, mas é próxima de 1.  Então, a ΔGo para esta reação é próxima de zero. Nos músculos de uma variedade de espécies de vertebrados e invertebrados, a concentração de ATP é tipicamente 7 a 10 vezes que a de ADP, e usualmente maior que 100 vezes a de AMP. A taxa de fosforilação oxidativa é controlada pela disponibilidade de ADP. Assim, a mitocôndria tenta manter ATP a níveis elevados devido à ação combinada de adenilatoquinase e os controles da fosforilação oxidativa.

## Isozimas ADK
Esta é uma reacção essencial para muitos processos em células vivas. Duas isozimas ADK tem sido identificadas em células de mamíferos.